# Trèo cây ngực trắng
Trèo cây ngực trắng, tên khoa học Sitta carolinensis, là một loài chim trong họ Sittidae.
Loài chim này sinh trưởng trong rừng cây thưa ở nhiều vùng ôn đới ở Bắc Mỹ. Loài chim này có thân chắc nịch, đầu lớn, đuôi ngắn, mỏ mạnh mẽ, và chân khoẻ mạnh. Phần trên có màu xám nhạt, mặt và phần dưới có màu trắng. Chóp đầu màu đen và một bụng dưới màu nâu hạt dẻ. 9 phân loài khác nhau chủ yếu là màu sắc của bộ lông cơ thể.
Giống như những loài chim trèo cây khác, loài chim này có ngực trắng và săn tìm côn trùng trên thân và cành cây và có thể di chuyển leo cây từ trên xuống với đầu chúi xuống dưới. Hạt cây chiếm một phần đáng kể trong chế độ ăn mùa đông của loài này, cũng như các hạt đầu và hạt mạy được chúng lưu trữ vào mùa thu. Tổ được xây trong một cái lỗ trên cây, và cặp sinh sản có thể bôi côn trùng xung quanh lối vào như là một hàng rào ngăn chặn các con sóc. Chim trưởng thành và chim non có thể bị diều hâu, cú và rắn giết chết, và nạn phá rừng có thể dẫn đến mất môi trường sống ở địa phương, nhưng đây là một loài phổ biến mà không có mối quan tâm bảo tồn lớn trong hầu hết phạm vi của loài này.

## Miêu tả
Giống như các thành viên khác của chi của nó, loài chim này có đầu lớn, đuôi ngắn, cánh ngắn, mỏ mạnh mẽ và chân mạnh mẽ; thân dài dài 13–14 cm (5,1-5,5 inch), có sải cánh từ 20–27 cm (7,9-10,6 inch) và trọng lượng 18-30 g (0,63-1,06 oz).
Chim trống trưởng thành của phân loài đề cử, S. c. carolinensis, có phần trên màu xanh xám nhạt, chó đầu đen bóng, và một dải màu đen ở lưng trên. Lớp lông cánh và lông bay rất xám xỉn với viền màu xám, và cánh khép kín có màu xám nhạt và màu đen, có thanh cánh mỏng màu trắng. Khuôn mặt và phần dưới là màu trắng. Các lông đuôi ngoài có màu đen với các đường chéo màu trắng rộng trên ba lông vũ bên ngoài, một đặc điểm dễ nhìn thấy khi chúng bay.
Chim mái, trung bình, có một dải lưng đen hẹp, phần trên và phần đệm dưới đậm hơn so với chim trống. Chóp đầu có thể là màu xám, nhưng nhiều con có chóp đầu đen và không thể phân biệt đáng tin cậy với chim trống trên hiện trường. Ở vùng đông bắc Hoa Kỳ, có ít nhất 10% nữ giới có mũ đen, nhưng tỷ lệ này tăng lên 40-80% ở dãy núi Rocky, Mexico và vùng nam đông nam Hoa Kỳ cũng tương tự như người trưởng thành, nhưng bộ lông tối màu hơn.

## Phân loài
- S. c. carolinensis
- S. c. nelsoni
- S. c. tenuissima
- S. c. aculeata
- S. c. alexandrae
- S. c. lagunae
- S. c. oberholseri
- S. c. mexicana
- S. c. kinneari